# موش کیسه‌دار باتلاق
موش کیسه‌دار باتلاق (نام علمی: Antechinus minimus) نام یک گونه از سرده موش‌های کیسه‌دار پاپهن است.